# IC 5324
IC 5324 — галактика типу E-S0 (еліптична спіральна галактика) у сузір'ї Тукан.
Цей об'єкт міститься в оригінальній редакції індексного каталогу.